# Полоса (телесериал)
«Полоса» (англ. The Strip) — криминальная драма, запущенная в производство каналом Nine Network в сентябре 2008. Телешоу просуществовало один сезон, после чего вышло на dvd.

## Сюжет
Расследование ведут детективы Франсис Тулли и Джек Кросс, занимающиеся делами «полосы», так местные жители называют золотой берег Австралии. Создатели сериала черпали вдохновение в американском телешоу C.S.I.: Место преступления Майами, заимствуя идеи пейзажей и визуальных эффектов, состоящих из морского прибоя и сверкающих на солнце небоскрёбов.. Бюджет составил A$7.8 миллионов.

## В ролях
| Актёры                             | Персонажи                       |  |
| ---------------------------------- | ------------------------------- |  |
| Аарон Джеффри (McLeod’s Daughters) | Детектив Джек Кросс             |  |
|                                    |                                 |  |
| Ванесса Грэй                       | Детектив Франсис «Френки» Тулли |  |
|                                    |                                 |  |
| Симона Маколлей (Blue Heelers)     | Констебль Джессика Маккой       |  |
|                                    |                                 |  |
| Боб Морли (Дома и в пути)          | Констебль Tони Моретти          |  |
|                                    |                                 |  |
| Фрэнки Дж. Холден                  | Инспектор Maкс Нельсон          |  |
|                                    |                                 |  |

Приглашённые звезды: Jay Laga’aia, Martin Sacks, Индиана Эванс, Matthew Newton, Gillian Alexy и Tahyna Tozzi 